# Abbazia di Farneta
La chiesa di Santa Maria Assunta, anche conosciuta come abbazia di Farneta dalla località in cui si trova, è un luogo di culto sito nel comune di Cortona, in provincia di Arezzo, diocesi di Arezzo-Cortona-Sansepolcro.

## Storia
Il monastero benedettino risale, secondo alcuni, all'età longobarda, ma di esso si ha notizia soltanto in un documento del 1014. Ciò ne fa comunque la più antica attestazione dello stile romanico nell'Aretino.
Appartenne poi ai monaci olivetani, raggiungendo potere e ricchezza: nel XIII secolo arrivò a controllare gran parte della parte inferiore della Val di Chiana.
Nel XV secolo era ormai in decadenza e nel 1799 fu soppresso durante l'occupazione francese. Del complesso originario resta solo la chiesa abbaziale, restaurata danneggiando per errore la forma originaria del transetto nel 1924, e di nuovo sistemata a partire dal 1940.

## Descrizione

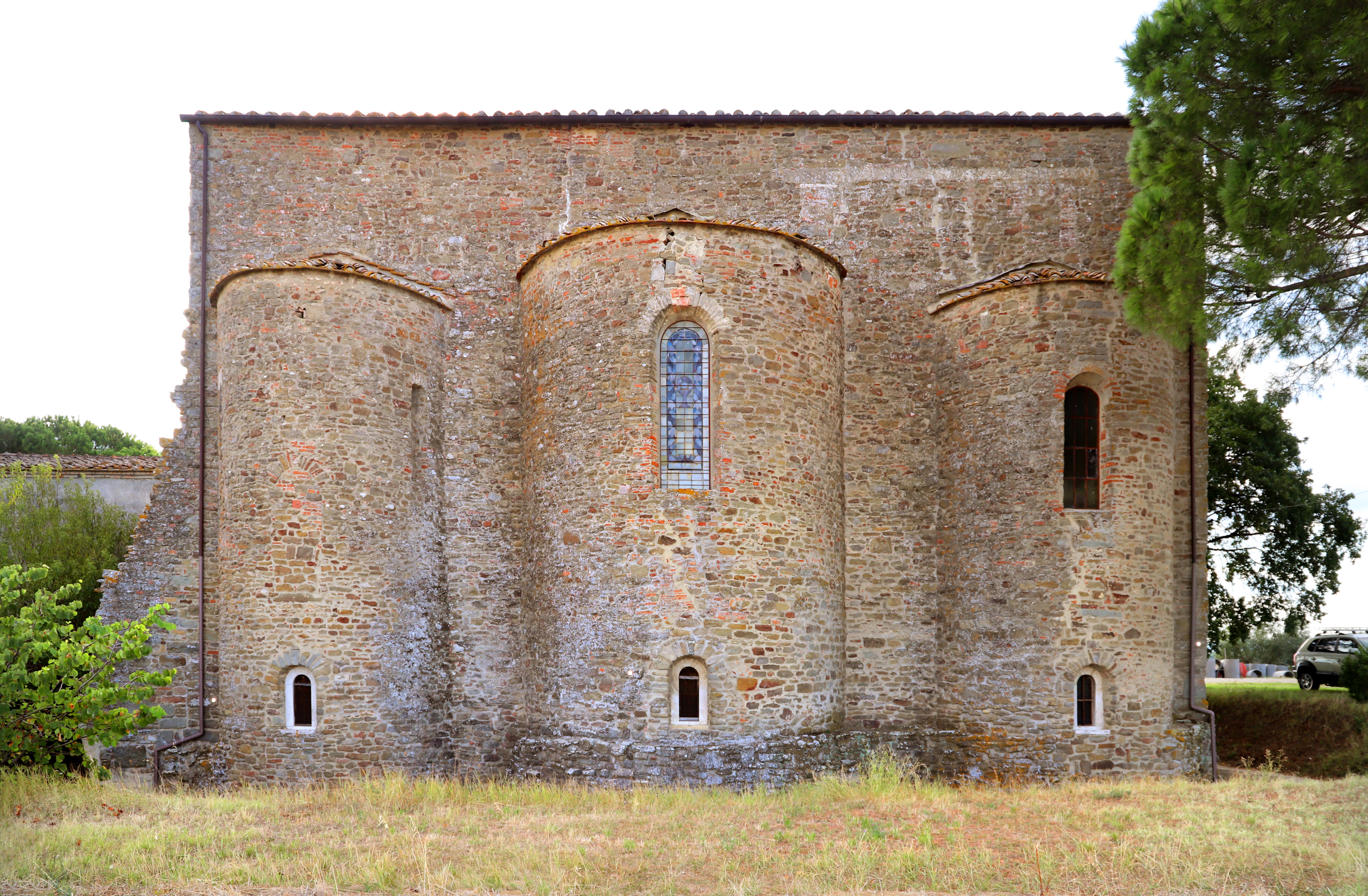
Esterno delle absidi

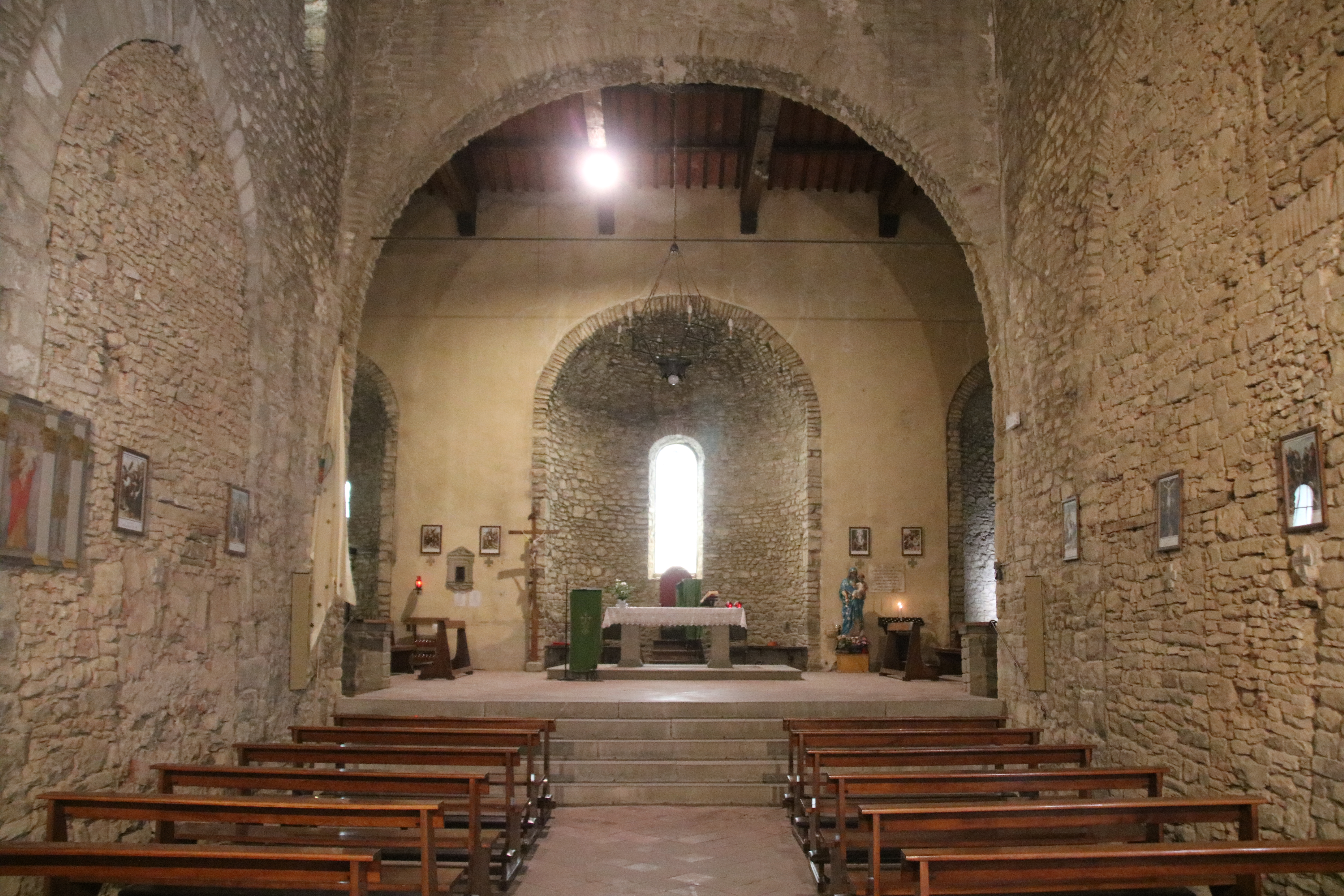
Interno

La chiesa è a una sola navata, con ampio transetto-presbiterio rialzato, impostato sulla cripta, dotata di absidi posteriori e una laterale, secondo lo schema della croce a tau. L'illuminazione è garantita da finestre monofore, e la copertura è a travature a vista. 
La forma dell'abside laterale, presente esternamente e in cripta, che forma un'insolita pianta polilobata, fu nascosta nel transetto nel 1924, perché ritenuta erroneamente un'aggiunta posteriore. 
Alla parete destra del transetto si trova un affresco lacunoso con la Madonna col Bambino tra i santi Sebastiano e Rocco, firmato dal Papacello e datato al 1527, che include anche una veduta dell'abbazia a quell'epoca, provvista ancora di campanile. Il ciborio in pietra è pure rinascimentale. Un'acquasantiera poggia su due capitelli romani in marmo. 
Di notevole interesse è la cripta, divisa in tre celle pluriabsidate (la centrale ha quattro nicchie, le laterali tre), coperta da volta a crociera senza sottarchi, di tipo romano antico. La sorreggono colonne orientali provenienti da edifici romani della zona.
All'esterno, ai lati dell'ingresso, sopravvivono altre due colonne romane di spoglio in granito orientale, facenti già parte del chiostro; una presenta un capitello con iscrizione. 
Nella sagrestia è stato allestito un piccolo Antiquarium, con resti fossili della fauna locale pliocenica e villafranchiana, urnette etrusche e due statue in terracotta del XV secolo.